# Accept (album)
Accept è il primo album in studio del gruppo musicale heavy metal tedesco Accept, pubblicato nel 1979 dalla Brain Records.

## Curiosità
La batteria è suonata dal batterista originario del gruppo Frank Friedrich, che lasciò prima della pubblicazione del disco.

## Tracce
(Tutte le canzoni scritte ed arrangiate da Dirkschneider, Fischer, Hoffmann, Baltes, Friedrich)
1. Lady Lou
2. Tired of Me
3. Seawinds
4. Take Him in My Heart
5. Sounds of War
6. Free Me Now
7. Glad To Be Alone
8. That's Rock 'N' Roll
9. Helldriver
10. Street Fighter

## Formazione
- Udo Dirkschneider – voce
- Wolf Hoffmann – chitarra
- Jörg Fischer – chitarra
- Peter Baltes – basso, voce (Seawinds, Sounds of War)
- Stefan Kaufmann – batteria (accreditato ma non presente)